# Baby (Fernsehserie)
Baby ist eine italienische Coming-of-Age-Serie von Andrea De Sica und Anna Negri. Die Fernsehserie folgt zwei Schülerinnen einer Elite-Highschool in Rom, die sich prostituieren. Die Serie basiert dabei lose auf der Geschichte von zwei Highschool-Mädchen, die 2014 in einen minderjährigen Prostitutionsring („Baby Squillo“-Skandal) verwickelt waren.
Die sechs Episoden der ersten Staffel sind am 30. November 2018 bei Netflix veröffentlicht worden. Im Dezember 2018 wurde die Produktion einer zweiten Staffel bekanntgegeben, die am 18. Oktober 2019 veröffentlicht wurde. Am 16. September 2020 wurde die dritte und letzte Staffel auf Netflix veröffentlicht.

## Handlung

### Staffel 1
Chiara Altieri führt ein behütetes Leben im vornehmen römischen Munizipium Parioli. Sie hat mit Fabio und Camilla beste Freunde, steht kurz vor dem Stipendium für einen Auslandsaufenthalt in Boston, ist eine begabte Läuferin und führt eine heimliche Beziehung mit Camillas Bruder Niccolò. Jedoch fühlt sich Chiara nicht wohl in ihrem privilegierten Leben. Dies ändert sich, als sie Ludovica Storti trifft und sich mit ihr anfreundet. Ludovicas Freund Fiore leitet die zwei Freundinnen in die Jugendprostitution. Chiara und Ludovica lassen sich für Saverio, Fiores Onkel, prostituieren. Chiara fühlt sich dadurch endlich frei. Durch ihre Freundschaft zu Ludovica entfernt sie sich immer mehr von Camilla.
Chiara trifft außerdem auf den neuen Schüler Damiano Younes, Sohn eines Botschafters, und die beiden kommen sich näher, obwohl Damiano kurzzeitig mit Camilla liiert ist. Damiano dealt mit Drogen und gerät dadurch an Fiore. Nachdem Saverio Ludovica beinah vergewaltigt, kommt es zu einem Unfall, bei dem Saverio verletzt wird. Fiore bringt daraufhin seinen Onkel um und übernimmt sein Geschäft. Er erpresst Damiano, weil dieser den Unfall verursacht hat. Damiano muss daraufhin für Fiore Drogen verkaufen. Ludovica trennt sich von Fiore, der daraufhin sein Geld zurückhaben will, welches er ihr als Schulgeld geliehen hat. Fabio, der sich ebenfalls mit Damiano angefreundet hat, steht zu seiner Homosexualität und trifft seine Internetbekanntschaft Alessandro.

### Staffel 2
Chiara und Ludovica haben das Handy von dem toten Saverio, da auf diesem brisante Bilder von den beiden Mädchen sind. Die Freundinnen gleiten immer mehr in die Unterwelt von Parioli ab und führen ihr Doppelleben als Prostituierte.

## Besetzung und Synchronisation
Die deutsche Synchronisation übernahm die Berliner Synchronfirma VSI Synchron nach einem Dialogbuch von Ellen Scheffler und unter der Dialogregie von Zoë Beck.
| Rollenname               | Schauspieler/in     | Staffel | Synchronsprecher/in    |
| ------------------------ | ------------------- | ------- | ---------------------- |
| Chiara Altieri           | Benedetta Porcaroli | 1–3     | Anna Gamburg           |
| Ludovica Storti          | Alice Pagani        | 1–3     | Daniela Molina         |
| Damiano Younes           | Riccardo Mandolini  | 1–3     | Lasse Dreyer           |
| Camilla Rossi Govender   | Chabeli Sastre      | 1–3     | Melinda Rachfahl       |
| Fabio Fedeli             | Brando Pacitto      | 1–3     | Konrad Bösherz         |
| Niccolò Rossi Govender   | Lorenzo Zurzolo     | 1–3     | Sebastian Kluckert     |
| Elsa Altieri Della Rocca | Galatea Ranzi       | 1–3     | Yara Blümel            |
| Alberto Fedeli           | Tommaso Ragno       | 1–3     | Frank Kirschgens       |
| Arturo Altieri           | Massimo Poggio      | 1–3     | Bernd Vollbrecht       |
| Khalid Younes            | Mehdi Nebbou        | 1–3     | Thomas Schmuckert      |
| Claudio "Fiore" Fiorenzi | Giuseppe Maggio     | 1–3     | Bernd Egger            |
| Brando De Santis         | Mirko Trovato       | 1–3     | Linus Drews            |
| Virginia                 | Federica Lucaferri  | 1–3     | Heide Ihlenfeld        |
| Vanessa                  | Beatrice Bartoni    | 1–3     | Greta Galisch de Palma |
| Simonetta Storti         | Isabella Ferrari    | 1–3     | Arianne Borbach        |
| Monica Petrelli Younes   | Claudia Pandolfi    | 1–3     | Tanja Fornaro          |
| Saverio                  | Paolo Calabresi     | 1       | Hans Hohlbein          |
| Tommaso Regoli           | Thomas Trabacchi    | 2–3     |                        |
| Roberto De Santis        | Max Tortora         | 2–3     |                        |
| Vittorio                 | Sergio Ruggeri      | 2–3     |                        |
| Carlo                    | Filippo Marsili     | 2–3     |                        |
| Natalia                  | Denise Capezza      | 2–3     |                        |
| Sofia                    | Alessia Scriboni    | 2–3     |                        |
| Alessandro               | Ludovico Succio     | 2–3     |                        |
| Aurora                   | Anna Lou Castoldi   | 3       |                        |
| Pietro Comini            | Antonio Orlando     | 3       |                        |

## Episodenliste

### Staffel 1
| Nr. (ges.) | Nr. (St.) | Deutscher Titel    | Originaltitel   | Regie          | Drehbuch                                |
| --- | --------- | ------------------ | --------------- | -------------- | --------------------------------------- |
| 1 | 1         | Superkräfte        | Superpoteri     | Andrea De Sica | Isabella Aguilar                        |
| „Unsere Welt ist die Bestmögliche von allen. Wir sind in diesem wunderschönen Aquarium und sehnen uns trotzdem nach dem Meer. Und obwohl oder gerade weil alles so perfekt zu sein scheint, brauchen wir ein Geheimnis, ein Doppelleben.“ Mit diesen Worten der Hauptdarstellerin Chiara beginnt die Serie Baby. Direkt am Anfang erfährt man von ihrer großen Liebe zum Sport und ihrer heimlichen Beziehung zu Niccolò, dem Bruder ihrer besten Freundin Camilla. Damiano, der Sohn des Botschafters, ist neu an der Schule und ist mit dem vornehmen Alltag noch nicht sehr vertraut. Er erscheint häufig als rebellisch, unter anderem dealt er mit Drogen. Ludovica, ein Mädchen aus ärmlicheren Verhältnissen, hat in der Schule aufgrund eines anzüglichen Videos ihren Ruf und kommt deshalb bei allen nicht besonders gut an. Chiara und Ludovica freunden sich dennoch an und gehen zusammen auf eine Party, auf der Damianos Roller geklaut wird. Dieser schlägt daraufhin auf ein Auto ein, da der Roller seiner verstorbenen Mutter gehörte, weshalb ihm einiges daran liegt. Chiara schafft es jedoch ihn zu beruhigen, woraufhin Damiano Chiara seine Jacke aufgrund der Kälte gibt. Damiano versucht mithilfe des Rollers von Fabio seinen eigenen Roller zu finden. Chiara und Ludovica gehen in einen Club, in den sie nur dank Ludovicas Bekanntschaften gelassen werden. Dort haben sie zusammen Spaß. |           |                    |                 |                |                                         |
| 2 | 2         | Marionetten        | Burattino       | Andrea De Sica | Giacomo Durzi                           |
| Aufgrund einer gemeinsamen Partynacht geht die unbeliebte Ludovica in der Schule auf Chiara zu, diese leugnet vor ihren Freunden jedoch Zeit mit ihr verbracht zu haben. Nicht nur ihre Freunde, auch Chiaras Mutter ist von Ludovica nicht begeistert, auch wenn sie dies nicht offen zugibt. Camilla, nachdem sie Fabios Roller bei Damiano zurückgefordert hat, stößt zu Chiara und Fabio und schwärmt ihnen von Damiano vor. Chiara verlässt ihre Freunde schlagartig, da sie selbst Gefühle für Damiano entwickelt hat. Der harmonische Schein zwischen Chiaras Eltern ist ganz klar nur gespielt, weshalb sich Chiara auch weiter von ihren Eltern abkapselt. Ihrem Vater fällt dies auf und er schenkt ihr ein kleines Auto. Niccolò erfährt von dem Interesse Chiaras an Damiano, weshalb er sie zur Rede stellt, was jedoch in einem Streit endet. Auch Damiano streitet sich mit einer Freundin aus seiner alten Clique und wirft sie aus seinem neuen Zuhause. Ludovicas Mutter hat deutliche Probleme, das Schulgeld ihrer Tochter zu bezahlen und streitet sich konstant mit ihrem Exmann, Ludovicas Vater. Sie verbietet ihrer Tochter zunächst auch auf die erneute Hochzeit ihres Vaters zu gehen, ändert ihre Meinung jedoch kurzfristig. Auf einem formellen Event treffen sich Damiano und Chiara zufällig, auch hier kommen die beiden sich näher. Niccolò, der das eventuelle Aus seiner heimlichen Beziehung zu Chiara nicht verkraften kann, vertraut sich seiner Schwester Camilla an. |           |                    |                 |                |                                         |
| 3 | 3         | #Friendzone        | #Friendzone     | Andrea De Sica | Grams                                   |
| Chiara und Camilla sind aufgrund der heimlichen Affäre zerstritten. Fabio schwänzt mit Damiano die Schule und beichtet dies seinem Vater, wodurch Fabio Hausarrest bekommt. In der Schule legt Chiara Damiano die ausgeliehene Jacke unter seine Bank, mit einer persönlichen Notiz darin. Kurz darauf schreibt Brando Damiano „Araber Abschaum“ auf die Schulbank, entdeckt dabei die Jacke und stiehlt diese. Ludovicas Mutter kann das Schulgeld für Ludovica nicht bezahlen. Fiore, Ludovicas Freund, hat eine Gelddruckmaschine und schenkt Ludo das Geld für die Gebühren. Damiano wird von Chiara zu ihrem Wettkampf eingeladen und sieht dort Chiara und Niccolò zusammen, weshalb er wütend flüchtet. Niccolò möchte Chiara überzeugen, dass sie zu ihm zurückkommt, scheitert aber. Chiara gewinnt den Wettkampf. Zeitgleich verwüstet Niccolò das Büro des Direktors und hat dabei die gestohlene Jacke von Damiano an. Damiano wird aufgrund des Vorfalls von der Schule verwiesen. Die Eltern von Chiara erfahren, dass sie die Einwilligungserklärung für Amerika gefälscht hat, was im Streit endet. Daraufhin schleicht sich Chiara nach dem Streit raus, um Ludo im Club zu suchen. Camilla findet Damianos Jacke bei Niccolò im Zimmer und droht ihm, er solle die Wahrheit sagen. Es kommt zur Aussprache zwischen Chiara und Camilla, wobei Camilla ihr klarmacht, dass sie so eine Freundin wie sie nicht will. Saverio macht Ludo den Vorschlag, sich gegen Geld mit Männern zu treffen, mit eigener Entscheidung, ob sie weitergehen möchte. Er verleitet Ludo zur Prostitution. Damiano und Niccolò treffen sich zufällig auf der Straße, was in einer Schlägerei endet. Damiano holt sich seine Jacke zurück und findet Chiaras Notiz „Ich mag dich, obwohl du so ein Verbrecher bist“. |           |                    |                 |                |                                         |
| 4 | 4         | Emma               | Emma            | Anna Negri     | Grams                                   |
| Chiara erzählt Ludo, dass sie im Club einen fremden Mann geküsst hat. Saverio schickt Ludo die Nummer eines Zahnarztes zu, woraufhin Ludovica mit ihm essen geht. Daraufhin erzählt Saverio Ludo, dass auch ein Mann an Chiara interessiert wäre. Ludovica erzählt Chiara, dass sie überlegt, sich mit Männern gegen Bezahlung zu treffen. Chiara ist von der Idee nicht abgeneigt. Damianos Drogenlieferant macht ihm Druck wegen der fehlenden 300 €. Daraufhin verkauft Fabio in der Schule Marihuana, weil er Damiano helfen möchte seine Schulden zu begleichen. Niccolò lädt Damiano zu seiner Party ein. Er fragt die Sportlehrerin Monica, die ein Verhältnis mit Damianos Vater hatte und nun dessen neue Frau ist, ob Damiano zur Party kommen könnte. Ludovica erzählt Fiore, dass sie einmal sehr in Brando verliebt war und er private Aufnahmen von ihr und ihm öffentlich gemacht hat. Daraufhin schlägt Fiore Brando die Autofensterscheibe ein und bricht ihm dann die Nase. Außerdem gibt Ludovica ihrer Mutter das Geld für die offenstehenden Schulgebühren. Saverio schickt Chiara eine Nummer von einem Mann namens Alessandro zu. Auf der Party von Camilla und Niccolò sieht Chiara Camilla mit Damiano flirten. Chiara sagt Damiano, dass er sich von ihr fernhalten soll. Nach der Party schreibt Chiara Alessandro, dass sie Emma heißt. Niccolò verlässt Virginia, diese ist total aufgelöst und vertraut sich Fabio an, der sie dann küsst. Chiara trifft sich mit Alessandro zum Essen, danach gehen sie zu ihm nach Hause und haben Sex. Sie lehnt erst das Geld für den Sex ab, nimmt aber letztendlich den Umschlag mit dem Namen „Emma“ entgegen. Camilla und Damiano haben ein Date und küssen sich dabei. Es kommt außerdem heraus, dass Fiore und Damiano sich seit letzten Sommer kennen. |           |                    |                 |                |                                         |
| 5 | 5         | Der letzte Versuch | L’ultimo scatto | Anna Negri     | Grams                                   |
| Chiara bereut, Sex für Geld gehabt zu haben. In der Schule beginnt Niccolò, mit Sportlehrerin Monica zu flirten. Ludovica schreibt Fiore eine Nachricht und weiß nun, dass er Brando verprügelt hat. Außerdem erfährt sie vom Schulleiter, dass ihre Mutter die Schulgebühren nicht gezahlt hat, obwohl sie ihrer Mutter das Geld in bar gegeben hatte und bekommt ein Formular für die Anmeldung an einer öffentlichen Schule überreicht. Zuhause erfährt sie dann, dass ihre Mutter das Geld in ihren Freund investiert hat. Bei einem Gespräch bietet Chiara Ludo das Geld ihres ersten "Jobs" an, Ludo schlägt dies aber aus und die beiden vergnügen sich stattdessen mit dem Geld. Während des Shoppings erhalten sie von Saverio die Einladung zu einer bald stattfindenden geheimen Party. Fabio wird während einer Unterhaltung mit seinem Vater auf einer Dating-App von einem Interessenten namens Alessio kontaktiert. Ludo erzählt Chiara schwärmend, dass Fiore Brando verprügelt hat und dass er sie am Abend treffen will. Als Chiara unverhofft nach Hause muss, tröstet sie die enttäuschte Ludo damit, dass sie ihren Großvater um das Schulgeld für sie bitten könnte. Ludo sagt Fiore für den Abend ab und trifft sich stattdessen erneut mit dem Zahnarzt und handelt mehr Geld aus als mit Saverio abgemacht. Camilla lädt unterdessen Damiano zum Abendessen in ihr Elternhaus ein, allerdings sind ihre Eltern nicht begeistert, da sie um seinen Ruf wissen. Die beiden wollen sich danach weiter treffen. Chiara erzählt Ludo, dass da mal etwas zwischen ihr und Damiano war, dass das aber nun vorbei sei, da Camilla ihn möge. Camilla und Damiano wollen miteinander schlafen, jedoch bekommt Damiano keine Erektion. Er möchte nicht mit Camilla darüber reden, erklärt nur kurz er habe Stress und verabschiedet sich von ihr mit dem Versprechen, sich später zu melden. Währenddessen finden die ersten Gespräche in Chiaras Familientherapie statt. Damiano trifft sich mit Fiore und beide koksen miteinander. Sie unterhalten sich darüber, dass Fiore ins Geschäft von Fiore und Saverio einsteigen soll. Chiara läuft nach der Therapiesitzung weinend davon und entdeckt dabei zufällig Damianos vermissten Roller. Sie schickt ihm den Standort und er kommt vorbei. Sie unterhalten sich und stellen fest, dass es beiden nicht gut geht. Sie umarmen sich, gehen dann aber wieder getrennte Wege. Damiano bringt seine Mofa zu Fabio und redet mit ihm darüber, dass er Angst hat, seine tote Mutter zu vergessen. Chiara versöhnt sich zuhause mit ihrer Mutter, die ihr sagt, sie könne doch nach Amerika gehen. Auf Saverios Party äußert Fiore seine Bedenken bezüglich Chiara und Ludo, da er das Gefühl hat, ein Zuhälter zu sein. Saverio beschwichtigt ihn daraufhin, dass alles mit Einverständnis der Mädchen geschehe und appelliert an dessen Geschäftssinn. Ludo gesteht Chiara alkoholisiert, dass sie Fiore liebt. Saverio sagt Chiara, dass Ludo heimlich mehr Geld verlangen würde und dass er Chiara deswegen lieber möge. Als diese ihm sagt, dass sie Angst vor ihm hat, wird die Unterhaltung gestört, da Damiano die Party betritt. Chiara flüchtet auf die Toilette. Ludo gelingt es, Damiano nach draußen zu locken, allerdings will Saverio sie zu sich mit nach Hause nehmen und lässt sich mit ihr auf der Rückbank von Damiano und Fiore fahren. Als Saverio immer aufdringlicher wird, schert Damiano aus und verursacht einen Unfall. |           |                    |                 |                |                                         |
| 6 | 6         | #Liebe             | #Love           | Andrea De Sica | Isabella Aguilar, Giacomo Durzi & Grams |
| Während Ludo, Damiano und Fiero den Unfall mit kleineren Verletzungen überstanden haben, ist Saverio bewusstlos. Fiero schickt Ludo und Damiano weg und sagt ihnen, er werde sich darum kümmern. Am nächsten Tag in der Schule sieht Chiara, dass Camilla und sie das Stipendium für den Auslandsaufenthalt in Boston (USA) bekommen haben. Ludo ignoriert währenddessen alle Anrufe und Nachrichten von Fiore und erzählt Chiara vom Unfall und dass Fiero Saverios Handy habe. Beide rätseln zudem, was Damiano überhaupt im Club zu suchen hatte. Damiano, der sich nach der abgebrochenen Nacht nicht bei Camilla gemeldet hat, spricht diese im Flur auf Chiara an. Sie ist verärgert und lässt Damiano mit einem "Du machst wirklich alles kaputt" zurück. Fabio schmiedet währenddessen Pläne, sich mit seinem Dating-App-Flirt zu treffen. Kurz darauf trifft sich Damiano mit Fiero. Dieser berichtet, er habe der Polizei nichts von ihm und Ludo erzählt und dass es Saverio gut gehe. Als Damiano ihm abschlägt, Kokain in der Schule zu verkaufen, schlägt Fiero ihn und macht ihm klar, dass er ihn und Saverio betrogen hat und nun dafür zahlen muss. Brando beobachtet die Szene. Schulleiter Fedeli erfährt von einem Schüler, der mit Drogen erwischt wurde, dass diese von seinem Sohn Fabio verkauft wurden. Chiara sucht Fiero im Club auf und erfährt, dass die Escort-Geschäfte bis zu Saverios Genesung stillstehen werden. Fiero erkundigt sich nach Ludo und antwortet auf Chiaras Nachfrage, dass Damiano am Vorabend im Club war, da er Saverio treffen sollte, dass sie der genaue Grund aber nichts angehe. Als Fiero von einem Mitarbeiter gebraucht wird, nimmt Chiara Saverios Handy an sich, um heimlich die Fotos und Unterhaltungen mit Ludo, ihr und den Männern zu löschen. Allerdings muss es ihr und Ludo dafür zuerst gelingen, das Handy zu entsperren. Als Chiara Ludo von der Unterhaltung mit Fiero erzählt und dass sich dieser besorgt nach ihr erkundigt hat, kritisiert sie Ludo dafür ihn geküsst zu haben. So sei es ja kein Wunder, dass er sie immer anrufe. Dies trifft Ludo und sie sagt Chiara sehr direkt, dass Chiara an allem Schuld ist und sie sich überhaupt keine Sorgen machen müssten, hätte diese sich am Abend des Unfalls nicht aus Panik vor Damiano verstecken müssen. Damiano kontaktiert Chiara und geht mit ihr ins Krankenhaus. Als sie vor Saverios Zimmer stehen und auf den im Koma liegenden Mann blicken, tut Chiara so, als würde sie diesen nicht kennen und fragt, warum sie hier seien. Damiano erklärt, er sei Schuld daran, dass dieser Mann im Krankenhaus ist. Als eine Schwester kommt, flüchten die beiden auf die Toilette und Damiano erzählt Chiara, er habe es jemandem erzählen müssen. Er sei der Fahrer gewesen und er fürchte, Saverio könne sterben oder sich an ihm rächen wollen. Chiara versucht, Damiano zu beruhigen, der statt zur Schule zu fahren mit ihr abschalten will. Chiara willigt ein, geht aber vorher unter einem Vorwand nochmal alleine in Saverios Zimmer und entsperrt dessen Handy mit seinem Fingerabdruck. Dann fahren beide mit Damianos Moped an eine Bucht, wo sie sich zum ersten Mal küssen. Danach streiten sie sich aber am Ufer des Sees, als sie sich erneut über den Unfall unterhalten und Chiara ihm vorwirft, wegzulaufen und beide gehen wieder getrennte Wege. Unterdessen trifft sich Ludo mit Fiero. Sie entschuldigt sich für das Ignorieren seiner Nachrichten und er gesteht ihr, wie wichtig sie ihm ist, dass Saverio zu weit gegangen sei und dass sich nun alles ändern werde. Beim Rauchen eines Joints mit Niccolò erzählt ihm Monica von ihrem Leben und dass sie ihre Sportler-Karriere wegen eines Unfalls aufgeben musste. Dann küsst Monica ihn. Auf der Intensivstation schaut Fiero Saverio beim Sterben zu und schaltet die Alarm schlagenden Geräte ab. Es scheint als habe er etwas damit zu tun. Danach sagt er Damiano, er sei Schuld an Saverios Tod und erpresst ihn zu tun, was er verlangt. Damiano packt daraufhin zuhause seine Sachen zusammen, doch als er mit dem Mofa wegfahren will, steht dort sein Vater, der versucht, ihn davon abzuhalten. Er solle nicht wie sein Vater aus lauter Angst vor seinen Fehlern davon laufen. Doch Damiano fährt trotzdem davon. Nach einem Gespräch mit Chiara teilt Ludo Fiero vor dem Club mit, dass sie ihn nicht wiedersehen möchte, da er sie im Auto nicht vor Saverio beschützt habe. Er verlangt darauf das Schulgeld zurück. Beide werden dabei von Brando fotografiert. Als Schulleiter Fedeli seinen Sohn beim Abendessen auf die Drogen-Vorwürfe ansprechen will, gesteht ihm dieser, homosexuell zu sein. Niccolò schmeißt für seine Schwester eine Überraschungsparty auf dem Dach der Schule. Hier teilt Chiara Camilla mit, dass sie nicht nach Amerika gehen wird, da dies immer schon Camillas und nicht Chiaras Traum war. Als Ludo auf der Party erscheint, steht Chiara dieses Mal zur Freundschaft mit ihr und lässt Camilla stehen. Kurz darauf zeigt Brando Camilla Fotos auf seinem Handy, mit dem Kommentar „Sie wird wie 'Pottschnitt' (Ludo)“. Auf der Toilette schreiben die beiden auf dem Handy im Namen von Saverio möglichen Interessenten. Fabio trifft Alessio auf der Party. Niccolò und Vanessa haben Sex. Damiano taucht auf und küsst Chiara im Schulflur. |           |                    |                 |                |                                         |
| Alle Episoden sind am 30. November 2018 bei Netflix veröffentlicht worden. |           |                    |                 |                |                                         |

### Staffel 2
| Nr. (ges.)                                                                | Nr. (St.) | Deutscher Titel       | Originaltitel    | Regie             | Drehbuch |
| ------------------------------------------------------------------------- | --------- | --------------------- | ---------------- | ----------------- | -------- |
| 7                                                                         | 1         | #nureinSpiel          | #justagame       | Andrea De Sica    | Grams    |
| 8                                                                         | 2         | Das Angebot           | Rilancio         | Andrea De Sica    | Grams    |
| 9                                                                         | 3         | Geister               | Fantasmi         | Letizia Lamartire | Grams    |
| 10                                                                        | 4         | Wahrheit oder Pflicht | Obbligo o verità | Letizia Lamartire | Grams    |
| 11                                                                        | 5         | Sackgasse             | Vicolo cieco     | Andrea De Sica    | Grams    |
| 12                                                                        | 6         | Baby                  | Baby             | Andrea De Sica    | Grams    |
| Alle Episoden sind am 18. Oktober 2019 bei Netflix veröffentlicht worden. |           |                       |                  |                   |          |

### Staffel 3
| Nr. (ges.)                                                                  | Nr. (St.) | Deutscher Titel        | Originaltitel        | Regie             | Drehbuch |
| --------------------------------------------------------------------------- | --------- | ---------------------- | -------------------- | ----------------- | -------- |
| 13                                                                          | 1         | Valentinstag           | San Valentino        | Andrea De Sica    | Grams    |
| 14                                                                          | 2         | 26. April 1915         | 26 aprile 1915       | Letizia Lamartire | Grams    |
| 15                                                                          | 3         | Ein freier Wunsch      | Esprimi un desiderio | Antonio Le Fosse  | Grams    |
| 16                                                                          | 4         | Keine Geheimnisse mehr | Niente più segreti   | Letizia Lamartire | Grams    |
| 17                                                                          | 5         | Abschlussfahrt         | 100 giorni           | Letizia Lamartire | Grams    |
| 18                                                                          | 6         | Jenseits des Aquariums | Oltre l’acquario     | Letizia Lamartire | Grams    |
| Alle Episoden sind am 16. September 2020 bei Netflix veröffentlicht worden. |           |                        |                      |                   |          |

## Hintergrund
Produziert wurde die Serie von Fabula Pictures. Es wurde ausschließlich in Rom gedreht. Die Serie basiert auf dem Baby Squillo-Skandal aus dem Jahr 2014: Zwei jugendliche Mädchen aus gehobenem Hause prostituierten sich freiwillig an Politiker, Manager und Unternehmer, um sich teure Luxusartikel kaufen zu können.
Die Handlung wurde für die verharmlosende Darstellung von Kinderprostitution stark kritisiert.